# Лиз Шо
Елизабет „Лиз” Шо (енгл. Elizabeth "Liz" Shaw) измишљени је лик у британској научнофантастичној телевизијској серији Доктор Ху који је тумачила Керолајн Џон. Она је цивилна чланица UNIT-а, међународне организације која брани Земљу од ванземаљских претњи, и била је сапутница Трећег Доктора у сезони из 1970. Лиз се појавила у 4 приче (25 епизода).

## Појављивање

### Телевизија
Лиз Шо се први пут појављује у првом серијалу седме сезоне (1970) Напад из свемира коју је са Универзитета у Кембриџу ангажовао бригадир Летбриџ-Стјуарт као научну саветницу UNIT-а. Она је сјајна научница, стручњакиња за метеорите са дипломама медицине, физике и десетак других предмета. Њена опсежна обука је, међутим, још увек бледа у поређењу са Докторовим сопственим знањем о универзуму и научним принципима који су далеко изнад оних на Земљи. У први мах скептична према UNIT-овој амбицији да се брани од најезде ванземаљаца, Шоова се предомислила када је наишла на новорегенерисаног Доктора и постала укључена у пораз планова Нестенске Свести и њених анимираних пластичних Отонаца.
Лиз наставља да ради са Доктором и UNIT-ом кроз сусрете са Силуријанцима, такозваним Посланицима смрти и пројектом Пакао где је Доктор наишао и на вођу одсека Елизабет Шо, алтернативну варијанту научнице у паралелном универзуму. Она на крају даје оставку из UNIT-а и враћа се у Кембриџ. Није било „сцене опроштаја” на екрану за Лиз јер је њен одлазак једноставно најавио бригадир на почетку Терора Отонаца. Наводно је бригадиру рекла да је Доктору заиста потребан неко да му додаје епрувете и говори колико је сјајан.
Лизин живот након напуштања UNIT-а није истражен у серији. У серијалу Седмог Доктора Бојно поље (1989), Доктор даје Ејс лажну личну карту са именом Елизабет Шо. Поред тога, у причи о пустоловинама Саре Џејн из 2010. Смрт Доктора, пуковница Тиа Карим помиње да „госпођица Шо не може да се врати са Месечеве базе до недеље“. Керолајн Џон се појавила као привидна слика Лиз у епизоди поводом 20. годишњице „Пет Доктора“ (1983) и као сама Лиз у добротворном специјалу Димензије у времену из 1993. године.

### Други медији
Џонова је такође играла Лиз Шо у низу прича директно у видео које је продуцирао ББВ под кровним насловом Приправница у којој овај лик ради са организацијом за истраживање паранормалних појава која се не разликује од UNIT-а, назване „Биро за претприродна истраживања“. Џонова се касније вратила као Лиз која се појављује у пет аудио прича "Big Finish"-а које је приповедао лик: Плави зуб (2007), Сенка прошлости (2010), Стражари нове зоре (2011), Бинарно (2012) и Последња објава (2012). Потоњи представља Роуену Купер као Лизину мајку Емили, а планирани наставак није завршен због Џонине смрти у јуну 2012, иако се Куперова поново појављује као Емили Шо у аудио снимку „Факултет ужаса“ када је помагала Четвртом Доктору и Лила у истраживању загонетке на свом факултету.
Ћерка Керолајн Џон Дејзи поновила улогу своје мајке као Лиз у Пустоловинама Трећег Доктора - Пети том: Приморд где је Лиз заражена узорцима Сталмановог плина и психички корумпирана да покуша да зарази читаво човечанство гасом, замало заразивши Доктора, али је он успео да пренесе упутства бригадиру и Џо о томе како би могли да му помогну да се одупре мутацији довољно дуго да пронађе лек. Дејзи поново игра улогу у 9. серијалу Дневника Ривер Сонга где је Лиз постављена на место помоћнице новог привременог научног саветника UNIT-а Ривер Сонг - Докторове будуће жене - док је Доктор иначе ангажован.
Роман Герија Расела „Ваге неправде“ из 1996. „Ваге несталих пустоловина“ такође истражује догађаје око Лизине оставке из UNIT-а. Лиз се додатно појављује са UNIT-ом у роману Несталих пустоловина Око дива (1996) и роману Ранијих Докторових пустоловина Ђаволски гоблини са Нептуна (1997). Лествице неправде непосредно признају да је Лиз напустила UNIT јер се осећала сувишно у односу на захтеве са Доктором у близини и желела да се више усредсреди на научно истраживање, Доктор је уверавао да разуме њене разлоге и да жали што нису могли да проведу више времена заједно као пријатељи. Лиз на крају путује у ТАРДИС-у са Трећим Доктором и Џо Грант у роману Ранијих Докторових пустоловина Бујице греха (1999) који се дешава пошто је Доктор поново стекао слободу и покушао да је одведе да присуствује Тунгуском догађају што је случајно довело до тога да су ухваћени у истину о смрти Григорија Распућина. Њена паралелна варијанта се појављује у роману Врелина крви где је још увек део UNIT-а који се бори против Силуријанаца у свету где је Доктор умро пре него што је победио гмизавце. Према роману Невиних нових пустоловина из 1997. године Вечни вапај аутора Џима Мортимора, Лиз умире 2003. године као жртва ванземаљског терраформирајућег вируса док је била део екипе UNIT-а који истражује ванземаљски артефакт на Месецу, упркос напорима Седмог Доктора и његовог тадашњег сапутник Крис Квеја да је спасу.

## Избор глумице и карактеризација
Улогу Лиз Шо припала је Керолајн Џон коју је одлазећој продуцентској екипи Питера Брајанта и Дерика Шервина препоручио Џејмс Селан Џонс. Иако је Џонова редовно радила у позоришту (укључујући и за Народно позориште под вођством Лоренса Оливијеа), била је узрујана што није добила ниједну ТВ улогу. Према неколико ДВД издања у серији Доктор Ху и изјавама са самом глумицом, Џонова је предузела драматичан корак да се слика у бикинију и пошаље слику продуцентима ББЦ-а. Слика је завршила на Брајантовом столу.
Пошто се појавила у 25 епизода које су чиниле четири приче седме сезоне, Џонова је напустила програм јер је била трудна са својим првим дететом, а нови продуцент Бери Летс је већ одлучио да јој не продужи уговор. Летс и уредник сценарија Теренс Дикс су сматрали да је лик неуспешан, сматрајући да није испунила улогу сапутнице да тражи од Доктора излагање и да глуми замену за публику. Године 1978. Џонова је изразила помешана осећања о њеној улози Лиз, рекавши: „У почетку сам била узбуђена што сам паметна девојка, али све што су режисери желели је заиста секси комад. Био је то такав напор који је изгледао гламурозно попут хладне глине и депоније смећа, уживао сам у серији, али сам након неког времена схватила да ме ограничава." Џонова је наставила да се појављује на конвенцијама обожавалаца од 1990-их па надаље.
Џонова је посебно уживао у својој улози „тоталитарне“ варијанте Лиз виђене у алтернативном универзуму у Паклу, не волећи што је морала да се врати у нормалну Лиз. Лиз је више виђена као помоћница него уобичајена сапутница јер никада није путовала ТАРДИС-ом. За разлику од других сапутника „завереника“, Лиз служи као мост између Докторовог света и приземљенијег UNIT-а. Такође је описана као зрелија и равноправнија Доктору од претходних пратилаца. Након Џонине смрти 2012. године, тадашњи директор серије Стивен Мофат описао је Лиз као „не само помоћницу, већ и научницу саму по себи“ и пример свог осећања да „Докторови пратиоци никада не би требало да буду његови помоћници – они су људи који га држе на ногама“.

## Пријем
Кристофер Бан из АВ клуба описао је Лиз као „пропуштену прилику“ јер је имала тако кратко време као помоћница и чинило му се да „продуценти заправо не знају шта да раде са снажним, паметним женским ликом“. Бан је такође прокоментарисао да су Лизин „цинизам и скептицизам добар квалитет за научника, али и понекад одвратан карактер“. У анализи Доктора Хуа и Силуријанаца за Доктор Ху: Телевизијски сапутник, Дејвид Џ. Хау и Стивен Џејмс Вокер били су позитивни према Лиз за коју су рекли да је „веома добар лик, далеко од ранијих наивних младих пратилаца“.
Писац Радио времена Марк Брекстон написао је да се, упркос свом кратком појављивању „Лиз етаблирала захваљујући свом сјајном уму, низу лудих одела и савршеном професионализму Керолајн Џон као глумице“. Брекстон је такође сматрао да је „била превише брижна да би била хладна“ и упркос томе што нису имали „пријатељску наклоност“ која је касније виђена са Џо Грант и Саром Џејн Смит, имали су „урођено поштовање“ једно према другом. Брекстонов колега Патрик Малкерн, док је Џонову назвао „даровитом глумицом“, критиковао је начин на који је Лиз „строго стилизована“ у свом првом појављивању. Ијан Беримен из SFX-а такође је критиковао Лиз у серијалу Напад из свемира, написавши да је била „тако лукава да је била досадна“. Вил Салмон из часописа навео је Лизин одлазак као један од најгорих у серији пошто је она само „[нестала] између сезона“. Џон Синот из ДВД Разговора је сматрао да би Џонова могла да делује као „мало укочена“ и да није имала много хемије са Пертвијем, највероватније због њиховог личног односа.
Читаоци Радио времена су 2010. прогласили Лиз за 27. најбољу пратиљу од 48 могућих. У филму Прометеј Ридлија Скота из 2012. лик Нуми Рапас се зове др. Елизабет Шо. Др. Николас Пилаи, предавач са одсека за филмске и телевизијске студије Универзитета Ворвик, тврди да се ово односи на лик из Доктора Хуа пошто је он радио за ББЦ као сценограф. Међутим, ово је у потпуности нагађање јер ни Скот ни сценаристи Прометеја никада нису званично изјавили да је име намерно коришћено као такво.